# Alulatettix bulbosus
Alulatettix bulbosus är en insektsart som beskrevs av Zheng, Z. och Yulin Zhong 2001. Alulatettix bulbosus ingår i släktet Alulatettix och familjen torngräshoppor. Inga underarter finns listade i Catalogue of Life.